# Kanton Saint-Aubin-d’Aubigné
Der Kanton Saint-Aubin-d’Aubigné war von 1790 bis 2015 ein französischer Wahlkreis im Arrondissement Rennes, im Département Ille-et-Vilaine und in der Region Bretagne; sein Hauptort war Saint-Aubin-d’Aubigné.

## Geschichte
Der Kanton entstand am 15. Februar 1790. Von 1801 bis 2015 gehörten 15 Gemeinden zum Kanton Saint-Aubin-d’Aubigné. 2015 wurde der Kanton aufgelöst und die Gemeinden wechselten zu anderen Kantonen.

## Lage
Der Kanton lag im nördlichen Zentrum des Départements Ille-et-Vilaine. 

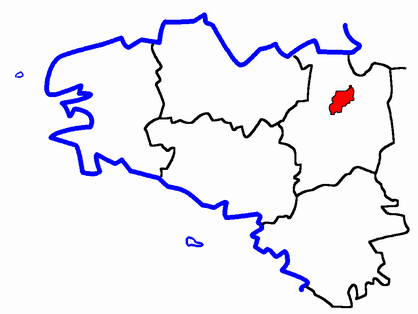
Lage des Kantons Saint-Aubin-d’Aubigné in der Bretagne

## Gemeinden
| Gemeinde               | Bretonisch          | Einwohner (2022) | Fläche (km²) | Code postal | Code Insee |
| ---------------------- | ------------------- | ---------------- | ------------ | ----------- | ---------- |
| Andouillé-Neuville     | Andolieg-Kernevez   | 1.006            | 12.61        | 35250       | 35003      |
| Aubigné                | Elvinieg            | 465              | 2.20         | 35250       | 35007      |
| Chevaigné              | Kavaneg             | 2.396            | 10.33        | 35250       | 35079      |
| Feins                  | Finiou              | 1.066            | 20.35        | 35440       | 35110      |
| Gahard                 | Gwaharzh            | 1.523            | 24.96        | 35490       | 35118      |
| Melesse                | Meled               | 7.400            | 32.39        | 35520       | 35173      |
| Montreuil-le-Gast      | Mousterel-ar-Gwast  | 2.048            | 9.14         | 35520       | 35193      |
| Montreuil-sur-Ille     | Mousterel-an-Il     | 2.419            | 15.15        | 35440       | 35195      |
| Mouazé                 | Moezeg              | 1.728            | 8.39         | 35250       | 35197      |
| Romazy                 | Rovazil             | 275              | 7.18         | 35490       | 35244      |
| Saint-Aubin-d’Aubigné  | Sant-Albin-Elvinieg | 4.231            | 23.52        | 35250       | 35251      |
| Saint-Germain-sur-Ille | Sant-Jermen-an-Il   | 1.023            | 3.90         | 35250       | 35274      |
| Saint-Médard-sur-Ille  | Sant-Marzh-an-Il    | 1.350            | 18.22        | 35250       | 35296      |
| Sens-de-Bretagne       | Sen                 | 2.620            | 30.82        | 35490       | 35326      |
| Vieux-Vy-sur-Couesnon  | Henwig-ar-C'houenon | 1.280            | 21.56        | 35490       | 35355      |
| Kanton                 | Sant-Albin-Elvinieg | 25.903           | 240.72       | -           | 3534       |

## Politik
Der Kanton hatte bis zu seiner Auflösung folgende Abgeordnete im Rat des Départements:  
| Vertreter im conseil général des Départements | Vertreter im conseil général des Départements | Vertreter im conseil général des Départements |
| Amtszeit                                      | Name                                          | Partei                                        |
| --------------------------------------------- | --------------------------------------------- | --------------------------------------------- |
| 1945–1950                                     | Amand Brionne (Père)                          | Rad.                                          |
| 1950–1971                                     | Amand Brionne (Fils)                          | DVD                                           |
| 1971–1973                                     | G.A. Bombard                                  | CD                                            |
| 1973–1976                                     | Henri Canto                                   | CD                                            |
| 1976–1979                                     | Lucien Besnard                                | DVD                                           |
| 1979–1992                                     | Jean-Paul Ridard                              | UDF                                           |
| 1992–1998                                     | Louis Genouel                                 | DVD                                           |
| 1989–2001                                     | Pierre Esnault                                | PS                                            |
| 2001–2015                                     | Jean-Yves Praud                               | PS                                            |